# Bearcats de Binghamton
Les Bearcats de Binghamton sont un club omnisports universitaire la division I de la NCAA à l'université d'État de New York à Binghamton située à Binghamton, dans l'État de New York aux États-Unis. Il s'agit de l'un des quatre programmes de la Division I du système SUNY. Membre de la Conférence America East, l'université parraine des équipes dans onze sports au sein de la NCAA pour les hommes et dix pour les femmes femmes. À partir de l'année universitaire 2023-2024, les équipes de golf masculin et de tennis masculin et féminin jouent dans la Northeast Conference.

Le logo de l'America East Conference aux couleurs de Binghamton

Binghamton a participé à la NCAA depuis son adhésion au système SUNY en 1950. Au cours de l'ère 1946-1950, il n'y avait aucune affiliation ou mascotte particulière. Quand ils ont rejoint SUNY et adopté le nouveau nom Harpur College, l'école a également adopté leur première mascotte : un âne nommé Harpo. En passant à Binghamton, ils ont également développé leur programme athlétique, adoptant le nouveau surnom et mascotte de l'école : les Coloniaux aux couleurs rouge, blanc et bleu. Avec le passage imminent à la Division I, l'école a adopté le nouveau surnom, les Bearcats, à partir de l'année scolaire 1999-2000. 
Plus récemment, l'université a organisé un certain nombre de championnats de conférence, y compris les championnats de basket-ball masculin en 2005, 2006 et 2008, ainsi que les championnats d'autres sports. 

## Équipes de l'université
| Équipes masculines | Équipes féminines |
| ------------------ | ----------------- |
| Athlétisme         | Athlétisme        |
| Baseball           | Basket-ball       |
| Basket-ball        | Cross-country     |
| Cross-country      | Crosse            |
| Crosse             | Football          |
| Golf               | Natation          |
| Football           | Softball          |
| Lutte              | Tennis            |
| Natation           | Volley-ball       |
| Tennis             |                   |

### Basket-ball
- Après une défaite contre l'université de Boston lors du premier tour de l'America East Conference en 2007, l'entraîneur, Al Walker a démissionné de son poste d'entraîneur. Le 26 mars, Kevin Broadus, entraîneur adjoint de l'université de Georgetown, a été annoncé pour combler le poste de Walker.
- Los de sa deuxième saison comme entraîneur, Kevin Broadus a amené les Bearcats à leur premier titre de conférence de la saison régulière de l'histoire de l'école.
- Binghamton a vaincu l'université du Maryland, Comté de Baltimore 61-51 lors du match de championnat du tournoi de l'America East et a fait sa première apparition dans le tournoi NCAA, en étant 15e tête de série et perdant face à Duke, deuxième tête de série, au premier tour.
- En octobre 2009, Broadus a été suspendu et remplacé provisoirement par Mark Macon.
- L'école a été prise dans un scandale quand on a découvert que l'université avait compromis les admissions et les normes académiques afin de renforcer son équipe de basket-ball masculine. Plusieurs joueurs et membres du personnel ont été renvoyés du programme à la suite de nombreuses arrestations et allégations de malhonnêteté académique.
- L'équipe masculine de basket-ball de Binghamton ne s'est jamais remise du scandale, n'ayant pas accumulé de bilan positif de victoires depuis.

L'équipe féminine n'a disputé aucun tournoi de division I, mais elle a participé au tournoi de Division III de 1995 à 1998 et de Division II en 1999. 